# Синявський (заказник)
Синя́вський — гідрологічний заказник місцевого значення в Черкаському районі Черкаської області.

## Опис
Заказник площею 36 га розташовано у долині річки Росава біля с. Синявка.
Як об'єкт природно-заповідного фонду створено рішенням Черкаського облвиконкому від 28.11.1979 р. №597. Землекористувач або землевласник, у віданні якого перебуває заповідний об'єкт — Бобрицька сільська громада (як правонаступник Козарівської сільської ради).
Заказник є регулятором гідрологічного режиму з типовою рослинністю.